# Ямно (Суленцинський повіт)
Ямно (пол. Jamno, нім. Jamaika) — село в Польщі, у гміні Слонськ Суленцинського повіту Любуського воєводства.
Населення — 142 особи (2011).
У 1975-1998 роках село належало до Гожовського воєводства.

## Демографія
Демографічна структура станом на 31 березня 2011 року:
|          | Загалом | Допрацездатний вік | Працездатний вік | Постпрацездатний вік |
| -------- | ------- | ------------------ | ---------------- | -------------------- |
| Чоловіки | 72      | 18                 | 46               | 8                    |
| Жінки    | 70      | 20                 | 38               | 12                   |
| Разом    | 142     | 38                 | 84               | 20                   |